# إدراك حار وبارد
فرضية الإدراك الحار هي فرضية حول الاستدلال المدفوع مفادها أن تفكير المرء مرتبط بحالته العاطفية. أو ببساطة، الإدراك الحار هو إدراك تلوّنه العاطفة. على النقيض من الإدراك الحار يوجد الإدراك البارد، وهو المعالجة المعرفية للمعلومات بشكل مستقل عن التدخّل العاطفي. اقتُرح وجود ارتباط بين الإدراك الحار والإثارة المعرفية والفيزيولوجية، التي تجعل الشخص أكثر استجابة لعوامل البيئة. الإدراك الحار تلقائي وسريع وتقوده العاطفة، لذا قد يؤدي إلى اتخاذ قرارات منحازة ورديئة. تظهر أهمية الإدراك الحار بدرجات متفاوتة في السياسة والدين وغيرها من النواحي الاجتماعية السياسية، بسبب المسائل الأخلاقية المرتبطة بالعاطفة بقوة. قدّم روبرت بي. أبيلسون فكرة الإدراك الحار في عام 1963، وأصبحت هذه الفكرة شائعة في الستينيات والسبعينيات من القرن الماضي. من الأمثلة على اتخاذ القرارات المتحيزة نتيجة الإدراك الحار أن يتجاهل المحلّف الأدلة المقدمة له لأنه منجذب للمدّعى عليها.
أما اتخاذ القرار في ضوء الإدراك البارد فهو أكثر اعتمادًا على المنطق والتحليل الناقد. لذلك، حين يُنفذ الفرد مهمةً مستخدمًا الإدراك البارد، يُرجّح أن تكون المحفزات حيادية عاطفيًا وأن تكون «نتيجة المهمة مستقلة عن الدوافع». من الأمثلة على القرارات المُتخذة باستخدام الإدراك البارد، التركيز على الأدلة قبل التوصل إلى الاستنتاج.
يشكل الإدراك الحار والبارد ثنائية في الوظائف التنفيذية. تُعتبر الوظائف التنفيذية وظائف معرفية عامة، ولكن هناك بعض التأييد لتقسيمها إلى جوانب عاطفية «حارة» وجوانب معرفية «باردة». ومن المعروف أن الوظائف التنفيذية تشمل عددًا من المهام المعرفية منها الذاكرة العاملة والمرونة الإدراكية والاستدلال أثناء السعي الفاعل نحو الهدف. يعني التفريق بين الإدراك الحار والبارد أن الوظائف التنفيذية قد تعمل بصور مختلفة في سياقات مختلفة. طُبّق هذا التفريق في أبحاث علم النفس المعرفي وعلم نفس النمو وعلم النفس السريري وعلم النفس الاجتماعي وعلم النفس العصبي ومجالات أخرى من علم النفس.

## التطور والتشريح العصبي
يحدث أسرع تحسن في أداء المهام (التنفيذية) الحارة والباردة خلال سنوات ما قبل المدرسة، ويتواصل في المراهقة. يترافق هذا التطور مع التطور البنيوي والوظيفي في القشرة الأمام جبهية. يُعتقد أن باحات معينة في القشرة الأمام جبهية تلعب دورًا في الإدراك الحار والبارد. ربما يُستخدم الإدراك الحار في المهام التي تتطلب تنظيم المشاعر أو الدوافع، وإعادة تقييم الأهمية الدافعية للمحفّز. تتدخل المناطق البطينية والإنسية للقشرة الأمام جبهية في هذه المهام. أما الإدراك البارد فيُعتقد أنه يرافق الوظائف التنفيذية اللازمة لأداء المهام المجردة غير المفاهيمية، كفرز البطاقات. منطقة الدماغ المستخدمة في هذه المهام هي القشرة الأمام جبهية الوحشية الظهرية. بين عمر ثلاث سنوات وخمس سنوات يظهر التغير الأكبر في إنجاز المهام. لوحظ وجود أنماط مرتبطة بالسن في المهام المستخدمة لقياس الإدراك الحار والإدراك البارد. ومع ذلك، يختلف العمر الذي يبلغ فيه الأطفال القدرة على أداء الوظائف بصورة شبيهة بالبالغين. يبدو أن الأطفال يحتاجون وقتًا أطول لتطوير وظائفهم التنفيذية الحارة مقارنة بالوظائف الباردة. وهو ما يدعم فكرة أن الإدراك الحار ربما يتبع مسارًا تطوريًا منفصلًا، وربما متأخرًا، عن الإدراك البارد. تشير الأبحاث التي أُجريت على هذه المناطق العصبية إلى احتمال وجود بعض المرونة خلال تطور الإدراك الحار والبارد. تكون سنوات ما قبل المدرسة على مستوى عالٍ من الحساسية لتطوّر القشرة الأمام جبهية، وتوجد فترة شبيهة في سنوات الانتقال إلى المراهقة. يعني هذا أن من المحتمل وجود نافذة زمنية يمكن فيها التدخل والتدريب، بهدف تحسين القدرات المعرفية والوظائف التنفيذية عند الأطفال والمراهقين.